# Barralliccu
Su barrallicu è una sorta di trottola e viene usato per l'omonimo gioco tradizionale sardo: su pipiriponi. È conosciuto nel resto del mondo con nomi diversi, come Teetotum in inglese, Perinola in spagnolo, Toton in francese, Nimmgib in tedesco. La variante ebraica è il Sevivon.

## Origine e diffusione
Non si conoscono le origini esatte del gioco, che si ritrova sotto vari nomi in tutta Europa, ma un gioco simile era conosciuto dai Romani e Greci. È certo che si è diffuso nel Campidano, soprattutto in quello di Cagliari. Ne esiste anche una versione chiamata Tuto, giocato tradizionalmente in Friuli, che deriva direttamente dal gioco romano e nelle 4 facce ha le lettere T, P, N e A ("Accipe", in friulano "Cjape, "Prendi"). Divenne particolarmente importante in Germania nel 1500.
Nella cultura ebraica esiste un gioco praticamente identico chiamato Sevivon, la tradizionale trottola di Chanukkah.

## Costruzione e produzione
Su barrallicu oggi viene prodotto da alcune falegnamerie artigiane, ma fino a poco tempo fa veniva costruito quasi esclusivamente a mano, spesso dagli stessi giocatori. I più abili riuscivano ad intagliare bene il legno e ad ottenere un oggetto elaborato, mentre gli altri se la cavavano anche con un cubo di legno nel cui centro piantavano un chiodo lungo che sporgeva da un lato e dall'altro. Gli stessi bambini erano in grado di prepararlo in questo modo.
Sostanzialmente su barrallicu è costituito da un cubo di legno di 2 cm circa per lato di ogni faccia nella quale va inserito un perno centrale, sempre di legno o di metallo che, da un lato, sporge dal cubo di 1 cm per formare la punta e, dall'altro, di circa 3 cm per facilitare la presa.
Su ogni faccia va inserita, dipinta o incisa, una lettera: 
- la T che indica "tottu", cioè "tutto",
- la M che indica "mesu" (o "mitadi"), cioè "metà",
- la N che significa "nudda", cioè "nulla",
- la P che sta per "poni", cioè "metti".

## Le regole principali
Si gioca con un minimo di due giocatori, ma più alto è il numero dei partecipanti e maggiore è il divertimento. Il gioco è molto semplice e possono parteciparvi anche i bambini piccoli dotati di una buona manualità.
Su barrallicu viene fatto ruotare con le dita (sfregando il pollice e l'indice sul perno centrale) su un tavolo o sul pavimento.
Ogni giocatore deve mettere sul piatto una noce (o ciò che si decide di puntare per il gioco e che poi costituirà la posta). Dopo di che ciascuno, a turno, fa ruotare su barralliccu che alla fine cadrà su una delle quattro facce di cui è composto e presenterà una lettera.
Il giocatore che col suo lancio ottiene la T prende tutto quello che si trova sul piatto. Gli altri devono quindi rimettere ciascuno una noce sul piatto.
Se la lettera è la P il giocatore deve mettere una nuova noce sul piatto (raddoppia la posta).
Il giocatore che col suo lancio ottiene la lettera M ha il diritto di prendere dal piatto la metà di quello che vi si trova in quel momento.
Se la lettera ottenuta è la N il giocatore non perde e non vince nulla.
Quando il piatto è vuoto ogni giocatore deve rimettere la noce, altrimenti il gioco termina.
Esistono due varianti del gioco:
1. ogni giocatore mette nel piatto una noce solo in due occasioni: all'inizio della partita e quando il piatto è completamente vuoto;
2. ogni giocatore mette nel piatto una noce non solo all'inizio della partita, ma anche ad ogni mano quando è il suo turno ed ancora quando il piatto è completamente vuoto, se vuole continuare a giocare.

## Uso
Così come per sa bardunfula, su barrallicu è un giocattolo per bambini utilizzato spesso in compagnia dei familiari adulti.
Al gioco de su barralliccu si usava e, in alcune zone, si usa ancora giocare nelle notti di festa, in particolare nel periodo natalizio (per Natale, Capodanno ed Epifania); come moneta si utilizzano noci, mandorle, nocciole, fichi secchi, castagne, mandarini.
Non è raro, però, giocarci anche in altri periodi. Fino a poco tempo fa capitava spesso che nei caldi pomeriggi d'estate, se non si andava al mare, i bambini ci giocassero nei cortili all'ombra di qualche albero, usando delle conchiglie o dei sassolini, particolari per forma e colore, come posta in gioco. Capita ancora, anche se ormai di rado, che i bambini ci giochino in altri periodi dell'anno oltre quello invernale.